# Nicolas Adontz
Nicolas Gueorguiévitch Adontz ou Adonts (en arménien : Նիկողայոս Գևորգի Ադոնց, Nikoġayos Gevorgi Adonc’ ; né le 10 janvier 1871 (22 janvier dans le calendrier grégorien) à Brnakot, mort le 27 janvier 1942 à Bruxelles) est un historien arménien, spécialiste des études byzantines et arméniennes, et philologue. 
Il est notamment l'auteur de L'Arménie à l'époque de Justinien, une œuvre influente et marquante quant à l'étude des structures sociales et politiques des débuts de l'Arménie médiévale.

## Biographie

### Jeunesse
Adontz naît le 10 janvier 1871 dans le village de Brnakot (proche de Sisian), dans l'ouiezd de Zanguezour (Syunik moderne) du gouvernement d'Elizavetpol, dans l'Empire russe. Sa famille remonte à une personnalité militaire arménienne du XVIIIe siècle, un allié de David Bek, Ter Avétik. Il commence ses études à l'école paroissiale de Tatev et les poursuit au Séminaire théologique Gevorkian à Etchmiadzin et au gymnasium de Tbilissi (1892–1894).
Adontz est ensuite accepté à l'Université de Saint-Pétersbourg et y étudie aux départements des langues orientales et d'histoire et de philologie sous la direction générale du célèbre historien et linguiste Nicolas Marr. Il y apprend le latin et le grec et est diplômé avec les honneurs en 1899. Par après, Adontz accompagne Marr en Europe (Munich, Paris, Londres, Vienne) et travaille avec lui dans le domaine des études byzantines jusqu'en 1901. En 1903, Adontz retourne dans le Caucase, y apprenant le géorgien et travaillant au matenadaran d'Etchmiadzin.

### Études ultérieures
Adontz écrit sa thèse L'Arménie à l'époque de Justinien et défend une maîtrise ès arts en 1908. Il est nommé « privat-docent » à l'Université de Saint-Pétersbourg en 1909, et reçoit son doctorat et le titre de professeur avec son Denys de Thrace et les commentateurs arméniens rédigé en 1916. La même année, il participe avec l'archéologue Ashkharbek Kalantar (en) à la seconde expédition archéologique de Van, organisée par l'Académie impériale des sciences de Russie. En 1917, il est nommé professeur à l'Institut Lazarev des langues orientales à Moscou.

### Carrière ultérieure et mort
En 1920, Adontz quitte la Russie pour Londres, puis Paris. Il devient maître de conférence à l'Université libre de Bruxelles en 1930 et y est nommé à la tête du nouveau département des études arméniennes. Pendant la Seconde Guerre mondiale, la Belgique est occupée et l'université fermée. Sans salaire, Adontz meurt à Bruxelles le 27 janvier 1942.

## Œuvres
- Samuel l'Arménien, roi des Bulgares, Bruxelles, Palais des académies, Académie royale de Belgique, 1938.
- Histoire d'Arménie : les origines, du Xe siècle au VIe siècle av. J.-C., préface de René Grousset, Paris, UGAB, 1946.
- Denys de Thrace et les commentateurs arméniens, Lisbonne, Fondation Calouste Gulbenkian, 1970.

## Musée
Le musée historique de Sisian porte son nom.